# Montlaur, Aveyron

Montlaur este o comună în departamentul Aveyron din sudul Franței. În 1 ianuarie 2022 avea o populație de 660 de locuitori.